# Bodle Street Green
Bodle Street Green är en ort i Storbritannien.   Den ligger i grevskapet East Sussex och riksdelen England, i den södra delen av landet, 70 km söder om huvudstaden London. Bodle Street ligger 54 meter över havet och antalet invånare är 1 359.
Terrängen runt Bodle Street är platt, och sluttar söderut. Runt Bodle Street är det ganska tätbefolkat, med 172 invånare per kvadratkilometer. Närmaste större samhälle är Eastbourne, 16,5 km söder om Bodle Street. Trakten runt Bodle Street består till största delen av jordbruksmark.